# 克里斯蒂娜·沃克
克里斯蒂娜·沃克（英語：Kristina Walker，1996年5月9日—），加拿大女子赛艇运动员，2024年赛艇世界杯第三站女子八人单桨有舵手金牌得主、2024年夏季奥林匹克运动会女子八人单桨有舵手银牌得主。